# Austromegabalanus piscoensis
Austromegabalanus piscoensis is een zeepokkensoort uit de familie van de Balanidae. De wetenschappelijke naam van de soort is voor het eerst geldig gepubliceerd in 1987 door Carriol et al..